# Théodote (impératrice byzantine)
 (décembre 2015).
Si vous disposez d'ouvrages ou d'articles de référence ou si vous connaissez des sites web de qualité traitant du thème abordé ici, merci de compléter l'article en donnant les références utiles à sa vérifiabilité et en les liant à la section « Notes et références ».
Théodote (née vers 780 – décédée après 797) est la seconde épouse de l'empereur Constantin VI de Byzance. Par la famille de sa mère, elle est la nièce de Platon de Sakkoudion et la cousine de Théodore Studite.

## Mariage
Vers 794, Théodote était une des dames de compagnie (koubikoularia) d'Irène, veuve de Léon IV le Khazar et mère de Constantin VI.
Constantin VI était alors uni à Marie d'Amnia, qui lui avait donné deux filles (Euphrosyne et Irène). Selon Théophane le Confesseur, il en vient à se détourner d'elle et prend Théodote pour maîtresse. En 795, en l'espace de 8 mois, il répudie sa première épouse, s'unit avec Théodote et la fait couronner Augusta.

## Schisme mœchien
La légalité du mariage a d’emblée suscité une controverse religieuse. La répudiation et surtout le remariage alors que la première épouse était encore en vie a été considéré comme une tentative de légalisation de l'adultère. Si Taraise, Patriarche de Constantinople avait autorisé à contrecœur le divorce et le remariage, il refusa d'officier à la cérémonie. C'est l'higoumène Joseph, de Sainte-Sophie, qui le célèbrera.
Ce « schisme mœchien » (grec ancien : μοιχός, "adultère"), est mené par la propre famille de l'impératrice. Platon de Sakkoudion et Théodore Studite s'opposent vivement à cette union, et réclament l'excommunication de Joseph. Devant l'échec d'une tentative de négociation, Constantin VI fait enfermer Platon dans un monastère situé dans l'enceinte du Palais et fait fouetter et exiler Théodore et dix autres moines à Thessalonique.
En août 797, Constantin est renversé par sa mère, qui annule les condamnations prononcées à l'égard des deux défenseurs de l'acribie religieuse. Théodote est autorisée à se retirer dans un palais privé avec son mari.

## Descendance
De son union avec Constantin, Théodote aurait eu deux fils morts enfants :
1. Leon (7 octobre 796 – 1er mai 797) ;
2. un fils né après la mort de Constantin (797/8 – entre 802 et 808).